# Vladimir Aïtoff
Vladimir Aïtoff (ur. 5 sierpnia 1879 w Paryżu, zm. 6 września 1963 tamże) – francuski rugbysta, lekarz, olimpijczyk. Zdobywca złotego medalu w turnieju rugby union na Letnich Igrzyskach Olimpijskich w 1900 roku w Paryżu, mistrz Francji w 1900 i 1902 roku.

## Kariera sportowa
W trakcie kariery sportowej reprezentował klub Racing Club de France, z którym zdobył tytuł mistrza Francji w 1900 i 1902.
Ze złożoną z paryskich zawodników reprezentacją Francji zagrał w turnieju rugby union na Letnich Igrzyskach Olimpijskich 1900. Wystąpił w jednym meczu tych zawodów – 14 października Francuzi wygrali z Niemcami 27–17. Wygrywając oba pojedynki Francuzi zwyciężyli w turnieju zdobywając tym samym złote medale igrzysk.

## Życiorys
Z wykształcenia lekarz, w latach 1903–1904 był uczniem Józefa Babińskiego. Autor publikacji Contribution à l'étude des effets du sulfure de carbone, Le problème de l'alcoolisme i Quelques réflexions sur la prostitution réglementée: à propos d'une statistique médicale sur la réglementation parisienne.
Brał udział w I wojnie światowej, a 1920 roku został odznaczony Legią Honorową.
Podczas II wojny światowej 15 sierpnia 1944 roku został wywieziony do KL Buchenwald, a następnie do podobozu Langenstein-Zwieberge, z którego został uwolniony przez amerykańskich żołnierzy 13 kwietnia 1945 roku.